# عبدالجبار رفاعی

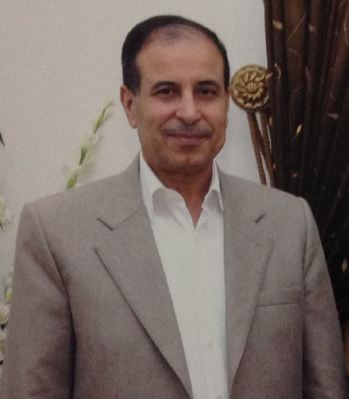
نگاره‌ٔ عبدالجبار الرفاعی، متفکر عراقی - ۲۰۰۸

عبدالجبار الرفاعی متفکر عراقی و استاد فلسفه اسلامی در سال ۱۹۵۴ م در ذی‌قار عراق متولد شد. در سال ۲۰۰۵ دکتری فلسفه اسلامی خود را اخذ کرد. او دیدگاهی فلسفی دربارهٔ اصلاحات و راه‌های تفکر دینی دارد.
ایشان در زمینه ی هرمنیوتیک  Hermeneutics  و نصوص دینی اعم از قرآن و انجیل یا اسلامی و مسیحی نظرهای خاصی دارند 